# De 101 dalmatinerna II – Tuffs äventyr i London
De 101 dalmatinerna 2 – Tuffs äventyr i London (engelska: 101 Dalmatians II: Patch's London Adventure) är en amerikansk långfilm från 2003 i regi av Jim Kammerud och Brian Smith, med Barry Bostwick, Jason Alexander, Martin Short och Bobby Lockwood i rollerna. Filmen är uppföljaren till disneyfilmen Pongo och de 101 dalmatinerna från 1961. Filmen släpptes direkt till video i Kanada och USA den 21 januari 2003.

## Röster i urval

### Svenska röster
| Anton Nyman       | – Tuff           |
| Steve Kratz       | – Blixten        |
| Anders Öjebo      | – Pongo          |
| Jasmine Wigartz   | – Perdita        |
| Mona Seilitz      | – Cruella de Vil |
| Hasse Andersson   | – Hjalle         |
| Johan Wahlström   | – Jeppe          |
| Hans-Peter Edh    | – Åskar          |
| Fredrik Andersson | – Lars           |

### Fotnoter
1. ↑  ”De 101 dalmatinerna II – Tuffs äventyr i London”. Disneyania. 21 januari 2003. http://www.d-zine.se/filmer/101dalmatiner2.htm. Läst 20 augusti 2016.